# Las tormentas del 48
Las tormentas del 48 es la primera novela de la cuarta serie de los Episodios Nacionales de Benito Pérez Galdós, escrita en marzo-abril de 1902 y publicada ese mismo año. Como refleja su título, la acción transcurre en el turbulento marco histórico del año 1848, durante el reinado de Isabel II de España cuando el general Narváez tomó el poder, personaje al que dedicará su siguiente novela.

## Los personajes
En esta primera entrega de la serie, Galdós cede la palabra a José García Fajardo, personaje protagonista del entramado folletinesco que a través de una especie de diario, servirá de hilo al conjunto de novelas.

... me apresuro a decirle que soy José García Fajardo, que vengo de Italia, que ya iré contando cómo y por qué fui y a qué motivos obedeció mi vuelta. (...) Se me olvidó deciros, gran señora, que tres días antes de abandonar el italiano suelo cumplí años veintidós; que mi rostro y talle, según dicen, antes me restan que me suman edad, y que mis padres me criaron con la risueña ilusión de ver en mí una gloria de la Iglesia.
Capítulo I (Galdós, 1902)

La trama, urdida ahora por un Galdós que ya «no se propone la interpretación de los hechos históricos que narra, [pues] lo que quiere es adentrarse en el alma española», retrata con pluma minuciosa y prudente «la formación de la España cristiana y su decadencia», sirviéndose para ello de la familia de Jerónimo Ansúrez como modelo. Otro curioso personaje real que aquí es presentado en su aspecto más literario es el del clérigo Martín Merino y Gómez, conocido por su intento de regicidio contra Isabel II.

... Yo me llamo Martín Merino, soy riojano, y no gasto cumplidos. Como tengo pocos quehaceres, volveré si ahora no es oportuno... Ya sabe Margarita dónde estoy: que me llamen a cualquier hora de la noche. Yo no duermo... quiero decir, duermo muy poco...
Capítulo XXII (Galdós, 1902)